# ジョシュ・フリードマン
ジョシュ・フリードマン（Josh Friedman、1967年 - ）は、アメリカ合衆国の脚本家。

## 執筆作品

### 映画
- 宇宙戦争
- ブラック・ダリア
- 猿の惑星/キングダム
- Fantastic Four
- アバター4
- Avatar 5
- スター・トレック4

### 原案のみ
- チェーン・リアクション
- ターミネーター:ニュー・フェイト
- アバター:ウェイ・オブ・ウォーター
- Avatar: Fire and Ash

### テレビドラマ
- ターミネーター サラ・コナー・クロニクルズ
- スノーピアサー
- ファウンデーション - 原案・脚本・製作総指揮